# U-Boot-Kriegsabzeichen (1939)

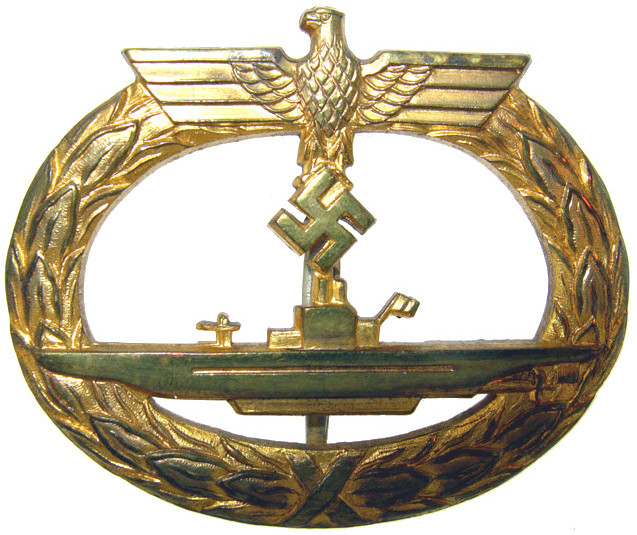
U-Boot-Kriegsabzeichen (1939) in der stiftungsgemäßen Ausführung

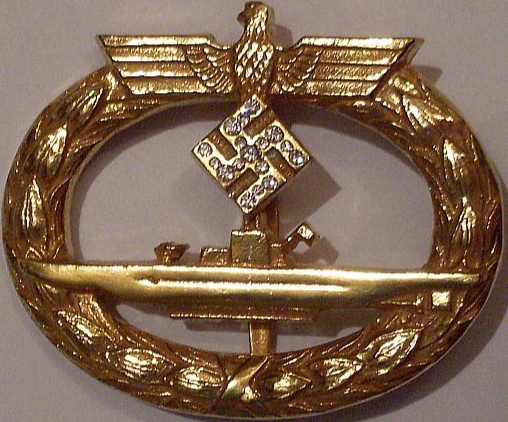
U-Boot-Kriegsabzeichen (1939) mit Brillanten

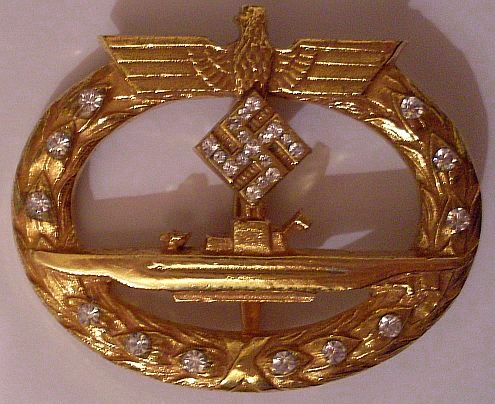
U-Boot-Kriegsabzeichen (1939) in der Sonderanfertigung für Karl Dönitz (Replik)

Das U-Boot-Kriegsabzeichen (1939) wurde am 13. Oktober 1939 vom Oberbefehlshaber der Kriegsmarine Großadmiral Erich Raeder gestiftet. Es konnte an alle Besatzungsmitglieder der U-Boote verliehen werden, wenn diese mindestens zwei Feindfahrten im U-Boot-Krieg nachweisen konnten.

## Entwurf, Herstellung und Aussehen
Der künstlerische Entwurf des U-Boot-Kriegsabzeichens (1939) stammte von Paul Casberg, einem zu dieser Zeit bekannten Maler und Grafiker. Zuvor waren mehrere Vorschläge zur Gestaltung des Abzeichens aus der Truppe heraus, durch das Oberkommando der Wehrmacht abgelehnt worden. Das genehmigte Muster orientierte sich weitestgehend am U-Boot-Kriegsabzeichen (1918), wurde jedoch den politischen Veränderungen angepasst. Am 1. November 1939 begann die Firma C. Schwerin und Sohn aus Berlin mit der Fertigung. Die ersten Abzeichen wurden am 10. November 1939 an die Präsidialkanzlei der Ordenskanzlei geliefert. Im Verlauf des Krieges ist das U-Boot-Kriegsabzeichen dann auch von der Firma Souval aus Wien hergestellt worden. Wann die ersten gestickten Versionen des U-Boot-Kriegsabzeichens aufgetaucht sind, ist nicht mehr feststellbar. Die Stoffausführung, aus Kunstseide und Baumwolle gewebt, hatte in etwa die gleiche Größe wie das Original. Ihr Vorteil gegenüber der Metallversion bestand darin, dass das Stoffabzeichen in der Enge eines U-Bootes besser getragen werden konnte und letztendlich auch der, dass damit ein unerwünschtes „Klappern“ bei Schleichfahrten vermieden werden konnte.
Das quer-ovale, aus Tombakbronze (später Feinzink) gefertigte Abzeichen ist vergoldet und zeigt mittig ein stilisiertes U-Boot, welches von einem Lorbeerkranz umschlossen ist. Am oberen Rand des Kranzes ist mittig das Hoheitsabzeichen der Kriegsmarine, ein Adler mit ausgebreiteten Schwingen, der in seinen Fängen ein auf dem Kopf stehendes Hakenkreuz hält, zu sehen. Seine Größe war etwa 48 × 39 mm.
Das U-Boot-Kriegsabzeichen in Gold mit Brillanten für den Befehlshaber der U-Boote, Karl Dönitz, hatte im Gegensatz zu den anderen Brillantabzeichen, neben dem mit Brillanten besetzten Hakenkreuz, zusätzlich zwölf Brillanten, die um den Lorbeerkranz herum gleichmäßig verteilt waren. Insgesamt war dieses Abzeichen auch etwas größer gehalten, das betraf sowohl den Kranz selbst als auch das Hakenkreuz. Nach seiner Verhaftung am 23. Mai 1945 wurden Dönitz sämtliche Orden und Ehrenzeichen abgenommen. Nach deren Rückgabe fehlte jedoch am U-Boot-Kriegsabzeichen das brillantenbesetzte Hakenkreuz, welches vermutlich durch einen unbekannten US-Angehörigen mittels Feinsäge entfernt worden war. Über den derzeitigen Verbleib des Abzeichens ist nichts bekannt. Es dürfte sich noch im Nachlass und Privatbesitz der Familie Dönitz befinden.

## Trageweise
Das U-Boot-Kriegsabzeichen wurde als Steckabzeichen am Rock, blauen und weißen Jackett, blauer und weißer Messejacke, an der Jacke, am Überzieher und am blauen und weißen Hemd auf der linken Brust, wie das U-Boot-Kriegsabzeichen des Weltkrieges, in und außer Dienst getragen. Es konnte auch zu allen Uniformen der Partei und des Staates getragen werden. Zur bürgerlichen Kleidung durfte eine verkleinerte Form (16 mm Nadel) der Auszeichnung am linken Rockaufschlag getragen werden. Bei Festanlässen war ein dementsprechender Miniaturanhänger zum Frackkettchen statthaft. Laut Gesetz über Titel, Orden und Ehrenzeichen vom 26. Juli 1957 ist das Tragen des U-Boot-Kriegsabzeichens (1939) in der Bundesrepublik Deutschland nur ohne nationalsozialistisches Emblem gestattet.

## Stiftungserlass und Verleihungsbestimmungen
Der am 13. Oktober 1939 im Reichsgesetzblatt erlassene Stiftungswortlaut besagte, dass für alle U-Boot-Besatzungen der Kriegsmarine die Einführung des U-Boot-Kriegsabzeichens beschlossen sei. Dieses wurde im Namen des Befehlshabers der U-Boote (B.d.U. Karl Dönitz) an alle Offiziere, Unteroffiziere und Mannschaften der vor dem Feinde tätigen U-Boote verliehen. Mindestvoraussetzung zum Erwerb waren zwei oder mehr Feindfahrten sowie allgemeine Bewährung im Dienst. Von diesen Bedingungen konnte im Falle von Verwundungen abgewichen werden. Die Prüfung oblag dem Einzelfall und wurde durch Dönitz selbst entschieden. Die entsprechenden vertiefenden Verleihungsbestimmungen vom 13. Oktober 1939 besagten, dass neben Würdigkeit und guter Führung der Beliehene auch keine Arreststrafe innerhalb der letzten sechs Monaten verbüßt hatte. Die besonderen Verleihungsbedingungen erwähnen erneut die Mindestteilnahme an zwei Feindfahrten sowie die Verleihung des Abzeichens bei besonderer Auszeichnung während der Feindfahrt im Operationsgebiet oder sonstige hervorragende Einzeltaten.

## Verleihungszahlen

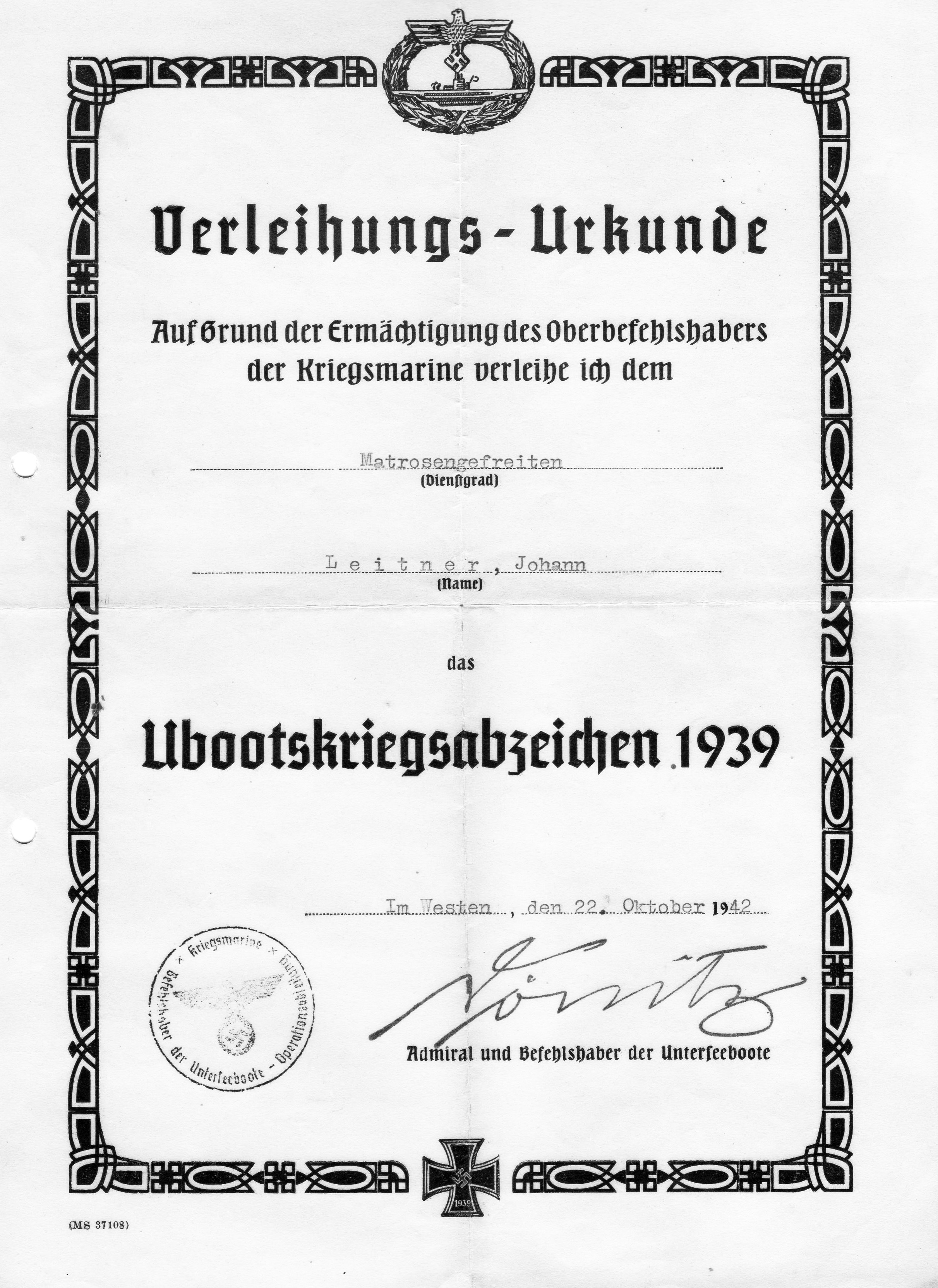
Verleihungsurkunde

Genaue und verlässliche Verleihungszahlen lassen sich auch bei diesem Abzeichen kaum beziffern. Die einschlägige Literatur geht von 9.536 Verleihungen des U-Boot-Kriegsabzeichens, 29 Verleihungen des U-Boot-Kriegsabzeichens mit Brillanten und einer Verleihung des U-Boot-Kriegsabzeichens als Sonderabzeichen aus. Vor allem die Bezifferung mit „nur“ 9.536 Verleihungen des U-Boot-Kriegsabzeichens ist jedoch kritisch zu beurteilen, da auf den U-Booten der Kriegsmarine von 1939 bis 1945 nahezu 40.000 Marinesoldaten ihren Dienst verrichtet haben, von denen wiederum die Mehrheit die geforderte Mindestvoraussetzung von zwei Feindfahrten erfüllt hatten.

## U-Boot-Kriegsabzeichen mit Brillanten
Nach Verleihung des Eichenlaubes zum Ritterkreuz des Eisernen Kreuzes war es in der Kriegsmarine allgemein üblich, das zuvor verliehene entsprechende Kampfabzeichen mit Brillanten zu verleihen. Das so geschaffene Sonderabzeichen des U-Boot-Kriegsabzeichens in Gold mit Brillanten wurde daher nur in besonderen Fällen, aber auch ehrenhalber durch den Oberbefehlshaber der Kriegsmarine verliehen. Es ist auch niemals offiziell gestiftet, noch im eigentlichen Sinne „verliehen“ worden. Bisher sind 28 Verleihungen und eine Sonderanfertigung für Karl Dönitz nachweisbar. Diese waren:
| Vollständiger Name           | Letzter Dienstgrad | Verleihungsdatum | U-Boot-Dienst                                  |
| ---------------------------- | ------------------ | --- | ---------------------------------------------- |
| Otto Kretschmer              | Fregattenkapitän   | 1941 | U 47 U 99 U 110                                |
| Heinrich Liebe               | Fregattenkapitän   | 1941 | U 38                                           |
| Günther Prien                | Korvettenkapitän   | 1941 | U 47                                           |
| Joachim Schepke              | Kapitänleutnant    | 1941 | U 3 U 100                                      |
| Viktor Schütze               | Kapitän zur See    | 1941 | U 103                                          |
| Herbert Schultze             | Korvettenkapitän   | 15. Juli 1941 | U 2 U 48                                       |
| Engelbert Endrass            | Kapitänleutnant    | 18. Juli 1941 | U 46                                           |
| Adalbert Schnee              | Korvettenkapitän   | 1942 | U 6 U 60 U 121 U 201 U 2511                    |
| Heinrich Lehmann-Willenbrock | Fregattenkapitän   | 1942 | U 96                                           |
| Reinhard Suhren              | Fregattenkapitän   | März 1942 | U 564                                          |
| Erich Topp                   | Fregattenkapitän   | 11. April 1942 | U 46 U 522                                     |
| Reinhard Hardegen            | Korvettenkapitän   | 7. Mai 1942 | U 123 U 147                                    |
| Rolf Mützelburg              | Kapitänleutnant    | 15. Juli 1942 Verleihung des Eichenlaubs zum Ritterkreuz, Verleihung Brillantstufe des U-Boot-Kriegsabzeichens fraglich                   | U 203                                          |
| Heinrich Bleichrodt          | Korvettenkapitän   | Oktober 1942 | U 48 U 67 U 109                                |
| Klaus Scholtz                | Kapitän zur See    | 1942/1943 | U 108                                          |
| Friedrich Guggenberger       | Kapitänleutnant    | 1943 | U 28 U 81 U 847 U 513                          |
| Johann Mohr                  | Korvettenkapitän   | 13. Januar 1943 | U 124                                          |
| Wolfgang Lüth                | Kapitän zur See    | 26. Januar 1943 | U 9 U 13 U 43 U 138 U 181                      |
| Karl-Friedrich Merten        | Kapitän zur See    | 30. Januar 1943 | U 68                                           |
| Otto von Bülow               | Korvettenkapitän   | Mai 1943 | U 3 U 404 U 967                                |
| Carl Emmermann               | Korvettenkapitän   | 1. Oktober 1943 | U 172                                          |
| Robert Gysae                 | Korvettenkapitän   | 1943/1944 | U 98 U 177                                     |
| Werner Hartmann              | Kapitän zur See    | 1943/1944 | U 26 U 37 U 198                                |
| Werner Henke                 | Korvettenkapitän   | 1943/1944 | U 124 U 515                                    |
| Albrecht Brandi              | Fregattenkapitän   | Juli 1944 | U 380 U 617 U 967                              |
| Georg Lassen                 | Korvettenkapitän   | 22. Oktober 1944 | U 29 U 160                                     |
| Hans-Günther Lange           | Kapitänleutnant    | 29. April 1945 Verleihung des Eichenlaubs zum Ritterkreuz, Brillantstufe des U-Boot-Kriegsabzeichens vor Kriegsende nicht mehr überreicht | U 711                                          |
| Rolf Thomsen                 | Kapitänleutnant    | 29. April 1945 Verleihung des Eichenlaubs zum Ritterkreuz, Brillantstufe des U-Boot-Kriegsabzeichens vor Kriegsende nicht mehr überreicht | U 1202                                         |
| Karl Dönitz                  | Großadmiral        | | Ehrenhalber als Befehlshaber der Unterseeboote |